# Política em The Simpsons
Política é um tema comum na série animada The Simpsons, e este fenômeno tem tido alguns cruzamentos com a verdadeira política americana. Conservadores Liberais dos EUA expressaram sua oposição ao programa no início, quando ainda era polêmico por seu humor irreverente e bruto. O ex-presidente dos EUA, George Bush, ainda disse que os EUA precisam estar mais perto de dos Waltons do que de dos Simpsons. O show é admitido à inclinação progressista, que foi ironizado em episódios como "The Simpsons 138th Episode Spectacular", em que é feita referência a "centenas de mensagens radicais de direira inseridas em cada episódio pelo criador Matt Groening". Mais recentemente, no entanto, blogueiros e comentaristas conservadores liberais entusiasticamente promoveram a cultura da série.
Temas políticos abordados em The Simpsons incluem homofobia e do casamento gay (nos episódios "Homer's Phobia" e "There's Something About Marrying"), imigração e controle das fronteiras (“Much Apu About Nothing,” “Midnight Rx”, “Coming to Homerica”) de drogas e abuso de álcool ("Brother's Little Helper", "Weekend at Burnsie's", "Homer vs. the Eighteenth Amendment", "Duffless", "E-I-E-I-(Annoyed Grunt)", e "Days of Wine and D'oh'ses"), os direitos de arma ("The Cartridge Family"), as questões ambientais ("The Old Man and the Lisa", "Trash of the Titans", "Lisa the Tree Hugger", "The Wife Aquatic", "The Squirt and the Whale", além de ser uma trama importante na longa-metragem), as campanhas eleitorais ("Two Cars in Every Garage and Three Eyes on Every Fish", "Sideshow Bob Roberts", "Mr. Spritz Goes to Washington", "See Homer Run", "E Pluribus Wiggum") e corrupção ("Mr. Lisa Goes to Washington").

## Preconceito político
Alguns comentaristas dizem que o posicionamento político da série tem natureza na esquerda. Al Jean admitiu em uma entrevista que "Nós [o show] somos dobrados e progressistas." Os escritores, muitas vezes evidenciam uma apreciação para ideais progressistas, mas o show faz piadas em todo o espectro político. Assim, os dois principais partidos políticos de Springfield são os republicanos e os democratas. Assim, os escritores muitas vezes retratam figuras de autoridade em uma luz desfavorável ou negativa. Em The Simpsons, os políticos são corruptos, como o reverendo Lovejoy e a força policial local é tanto incompetente quanto corrupta.

## A crítica dos valores
Em 27 de janeiro de 1992 o presidente George Bush fez um discurso durante sua campanha de reeleição que acendeu a rixa entre The Simpsons e os Bushes. Nesse ponto, os valores da família foram a pedra angular da plataforma da campanha de Bush. Então ele deu o seguinte discurso na convenção National Religious Broadcaster's, em Washington. "O próximo valor que falo deve ser sempre expressos em pedra. Falo de decência, a coragem moral para dizer o que é certo e condenar o que está errado, e precisamos de uma nação mais perto dos Waltons do que dos Simpsons. Uma América que rejeita a incivilidade e a intolerância".
No episódio seguinte de The Simpsons, estava prevista uma reprise da estreia da terceira temporada, "Stark Raving Dad" (1991), em 30 de janeiro de 1992. O episodio não foi transmitido, e às pressas, os produtores criaram uma nova abertura, que foi uma resposta ao discurso de Bush. A cena começa na sala de estar dos Simpsons. Homer, Patty e Selma sentam no sofá. Maggie está na sua cadeira alta ao lado do sofá. Bart e Lisa estão esparramados no tapete. Todos eles olham para a TV e assistem o discurso de Bush. Quando Bush diz: "Precisamos de uma nação mais perto do Waltons do que os Simpsons", Bart responde: "Hey, nós somos como os Waltons. Estamos orando também por um fim à Grande Depressão."
Os produtores do show desenvolveram sua resposta ainda mais, fazendo o episódio "Two Bad Neighbors" (temporada 7, 1996), que Bush se muda para o mesmo bairro de Os Simpsons. Josh Weinstein disse que o episódio é muitas vezes incompreendido. Muitos esperavam uma sátira política, enquanto os escritores fizeram um esforço especial para manter a paródia apolítica. Bill Oakley salienta que "não é um ataque político, é um ataque pessoal!".

## Relações exteriores

### Brasil
Em 2002, a série satirizou o Brasil no episódio 15 da 13ª Temporada Blame It on Lisa (Feitiço de Lisa). O episódio mostra o Rio de Janeiro com macacos e ratos nas ruas e com uma população sexualmente agressiva. No episódio, Homer é sequestrado por um taxista, Bart é atacado por pivetes, e os programas infantis tem apresentadoras provocantes. A Embratur protestou e ameaçou processar os produtores da série. A atitude do governo brasileiro foi alvo de chacota em diversas reportagens na imprensa internacional.
Antes mesmo do episódio ir ao ar no Brasil, o secretário de turismo do Rio de Janeiro, José Eduardo Guinle, protestou a respeito da forma como a cidade foi retratada. Em nota pública, o produtor-chefe da série, James L. Brooks, desculpou-se e disse que caso fosse preciso, Homer gostaria de convidar o então presidente brasileiro Fernando Henrique Cardoso para uma luta no show Celebrity Boxing. De fato, Mauricio Ricardo, do site Charges.com.br fez uma charge animada com Homer e Bart encontrando Fernando Henrique, e após Homer e Bart sugerirem mostrar o Brasil como é, o presidente desiste.
Apesar de uma possível ação legal movida pela Secretaria de Turismo ter sido revogada, os roteiristas ainda fizeram mais piadas do Brasil depois. Em um episódio, Homer diz que gostaria de voltar ao país mas soube que "o problema dos macacos ficou pior", episódio "Os Monólogos da Rainha", 15ª temporada. O palhaço Krusty diz no episódio "Krusty vai para Washington"(14ª temporada) que oficiais de imigração estão constantemente sondando-o porque seu ajudante, o macaco Mr. Teeny, veio do Brasil, e "seu tio era o macaco-chefe da Secretaria de Turismo do Rio de Janeiro". Em "A Esposa Aquática", da 18ª temporada, Lisa diz que Barnacle Bay é o lugar mais nojento em que já estiveram. Bart pergunta: "e o Brasil?", e ela responde "depois do Brasil". A citação fora cortada na dublagem.

### Argentina
No décimo episódio da 19ª temporada, E. Pluribus Wiggum (De Muitos, Wiggum), que foi ao ar nos Estados Unidos em 6 de janeiro de 2008, durante uma conversa no bar do Moe, Carl e Lenny dizem que estão cansados da democracia:
- Carl: "Gostaria que tivéssemos uma ditadura como a de Juan Perón. Quando ele sumia com você… era pra sempre!"
- Lenny: "E além disso sua esposa era a Madonna!"

Numa decisão sem precedentes, o canal Fox decidiu não exibir o episódio na América Latina, exceto o Brasil aonde o episódio foi exibido. Num email enviado mais tarde à imprensa, a emissora disse que a decisão se baseava na "possibilidade de que o episódio iria contribuir em reabrir feridas ainda muito dolorosas para a Argentina". As tentativas de censura do episódio, principalmente pelo ex-deputado e presidente do Instituto Juan Perón, Lorenzo Pepe, do Partido Justicialista, foram rechaçadas pelo Comitê Federal de Radiodifusão (Comfer), que deixou claro que o episódio não foi ao ar na Argentina por decisão da própria Fox.